# Projekt A119

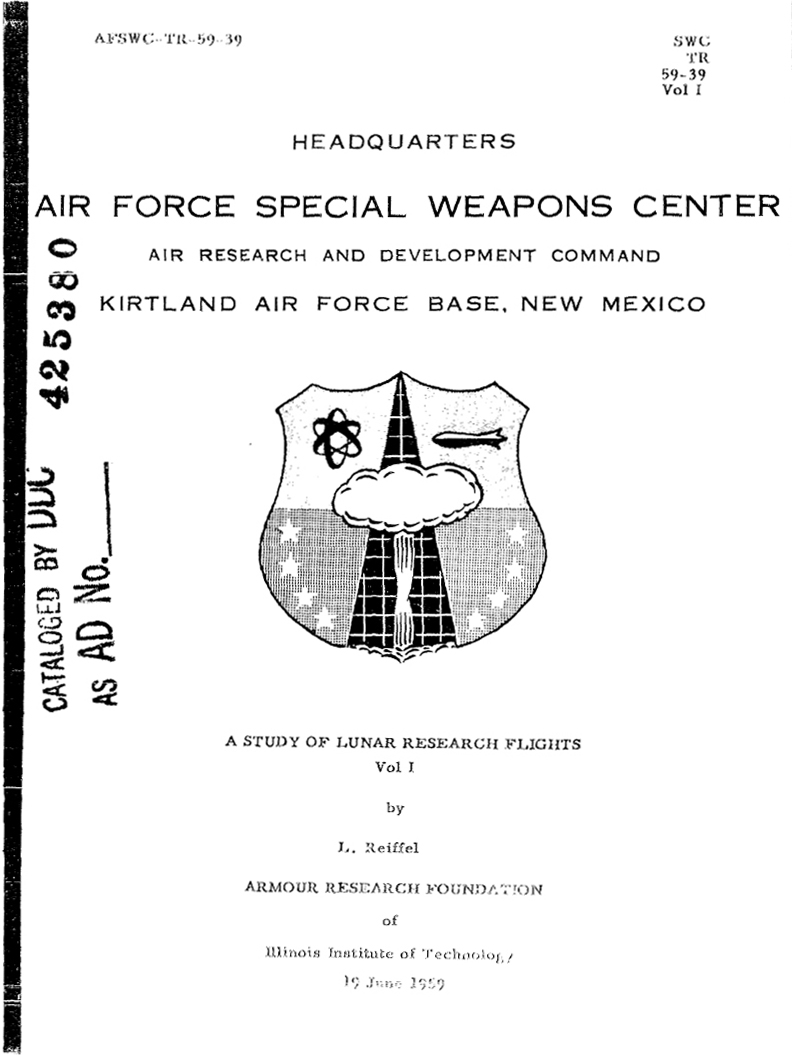
Okładka A Study of Lunar Research Flights — Volume I

Projekt A119 – tajny projekt opracowany przez Siły Powietrzne Stanów Zjednoczonych (USAF). Zakładał on zrzucenie bomby atomowej na powierzchnię Księżyca. Odrzucony najprawdopodobniej z powodu kontrowersyjności.

## Przyczyny
4 października 1957 roku dokonano pierwszej udanej próby umieszczenia sztucznego satelity na orbicie Ziemi (Sputnik-1), tym sposobem ZSRR rozpoczęło tak zwany Wyścig kosmiczny obejmując prowadzenie. Tymczasem amerykański Projekt Awangarda („Project Vanguard”) mający na celu umieszczenie amerykańskiego sztucznego satelity na orbicie zaliczył dwie nieudane próby. W dodatku pod koniec 1957 powstała plotka jakoby ZSRR również planowało detonacje bomby jądrowej na Księżycu, 7 listopada dla uczczenia Rewolucji październikowej. Plotka dotyczyła Projektu E-4 z Programu Łuna, który rozpoczęto dopiero na początku 1958, ale przerwano na wcześniejszym etapie niż projekt A119. W odpowiedzi na to USA, starając się dogonić ZSRR w Wyścigu Kosmicznym, tworzy tak zwane Studium nad Lotami na Księżyc („A Study of Lunar Research Flights”) o kryptonimie projekt A119.

## Przebieg
W maju 1958 US Army przekazała środki Fundacji Badawczej Armour (Armour Research Foundation, dzisiaj IIT Research Institute) działającej przy Illinois Institute of Technology, zajmującej się naukami biologicznymi, na rozpoczęcie badań nad skutkami wybuchu jądrowego w niskiej grawitacji i jego potencjalne korzyści dla nauki. W badaniach tych brał udział Carl Sagan (słynny astronom i popularyzator nauki), rozpatrywał ewentualność istnienia substancji organicznych na Księżycu.
Początkowo zamierzano użyć bomby wodorowej, jednak USAF sprzeciwiło się, argumentując zbyt dużą masę dla rakiety. Ostatecznie zdecydowano się na użycie bomby atomowej o podobnej sile co ta zrzucona na Nagasaki w 1945 (siła około 20 kt TNT). Eksplozja miała nastąpić podczas pełni księżyca, aby wybuch był oświetlany przez Słońce przez co byłby dobrze widoczny na Ziemi. Z powodu małej grawitacji chmura pyłu nie przyjęłaby klasycznego kształtu grzyba.

## Powody przerwania
Projekt zakończono na początku 1959 roku z obawy przed zanieczyszczeniem materiałami radioaktywnymi Księżyca, co utrudniłoby w przyszłości jego kolonizację, a zagrożenie dla ludzi i ziemskiego ekosystemu w przypadku gdyby rakiety uległy awarii i spadły na ziemię też było duże. Kolejnym argumentem za przerwaniem projektu była obawa przed nieprzychylną reakcją opinii publicznej, w szczególności, że całe przedsięwzięcie miało swe podłoże w PR, celem było pokazanie wszystkim (w szczególności Amerykanom i ZSRR) potęgi militarnej USA.

## Ujawnienie
Dokumentów dotyczących tego projektu nie upubliczniono do dzisiaj, a cała sprawa nie wyszłaby na jaw, gdyby nie ujawnił jej były szef projektu, dr Leonard Reiffel. Informacje o projekcie wysłał w liście do czasopisma „Nature”, które opublikowało artykuł w numerze 405 z 4 maja 2000 roku, ponad 40 lat od zakończenia badań.